# Red Deer, Alberta

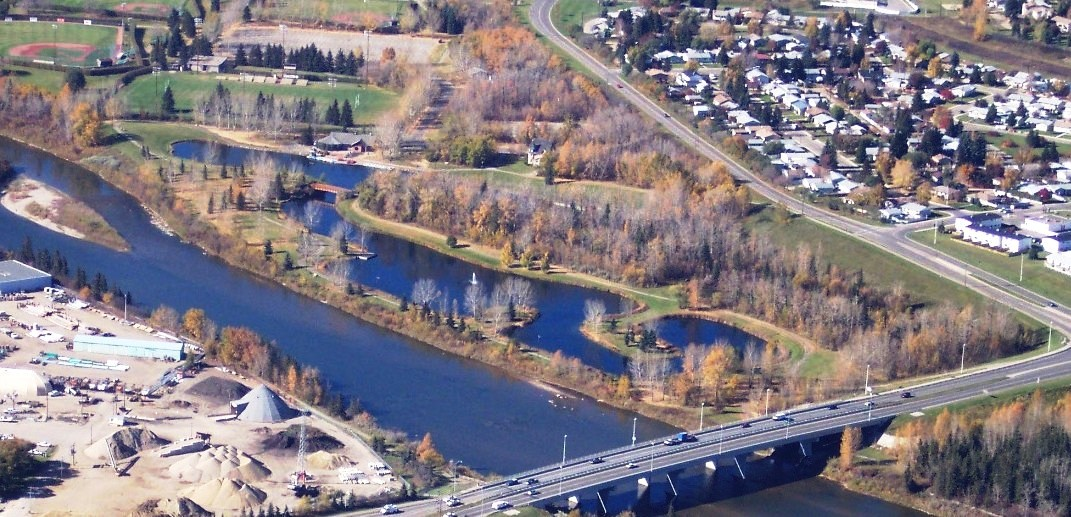
Red Deer, Alberta

Red Deer este un oraș din provincia canadiană Alberta, fiind traversat de râul Red Deer River. El se află amplasat între Calgary și Edmonton, fiind situat la altitudinea de 855 m deasupra n.m. ocupă o suprafață de 104,29 km² și avea în anul 2013 o populație de 97.000 locuitori. Orașul este situat într-o regiune agrară și petroliferă el fiind și un centru petrochimic important.

## Personalități marcante
- Gordon Towers (1919–1999), politician
- Glen Wesley (* 1968),hocheist
- Steven Elm (* 1975), patinator
- Pete Vandermeer (* 1975), hocheist
- Chris Mason (* 1976), hocheist
- Greg Leeb (* 1977), hocheist